# Spirit of the Wild
Albums de Ted Nugent
If You Can't Lick'Em...Lick'Em
(1988) Live at Hammersmith '79
(1997)
Spirit of the Wild est le onzième album studio de Ted Nugent. Il est sorti le 2 mai 1995 sur le label Atlantic Records. 

## Historique
Spirit of the Wild est l'unique album studio que Ted Nugent enregistra dans les années 90, après sa participation aux Damn Yankees. Il a été enregistré aux Tazmania Studios à Ann Arbor, non loin de Détroit, en 1995 et produit par Ted Nugent et Michael Lutz (ex-Brownsville Station). Ces studios sont d'ailleurs la propriété des deux musiciens, et "Nugent" est aussi le nom d'une localité de la Tasmanie.
Cet album marque le retour de Derek St Holmes au chant et au son plus "heavy".
La chanson Fred Bear est un hommage au chasseur à l'arc du même nom, décédé en 1988 et grand ami de Ted Nugent.
Le titre donnant son nom à l'album sera aussi l'indicatif de l'émission de télévision que Ted Nugent consacrera à la chasse. Tooth, Fang & Claw était aussi le titre du dernier album des Amboy Dukes paru en 1974.
Cet album se classa à la 86e place du Billboard 200 américain.

## Liste des titres
1. Thighraceous (Ted Nugent / Derek St Holmes) - 3:48
2. Wrong Side of Town (Michael Lutz / Benny Rappa / Nugent) - 5:15
3. I Shoot Back  (Lutz / Nugent / St Holmes) - 3:50
4. Tooth, Fang & Claw (Nugent) - 6:49
5. Lovejacker (Lutz / Nugent / St Holmes) - 4:32
6. Fred Bear (Nugent) - 7:41
7. Primitive Man (Lutz / Nugent / St Holmes) - 5:56
8. Hot or Cold (Lutz / Nugent / St Holmes) - 4:31
9. Kiss My Ass (Nugent) - 3:20
10. Heart & Soul (Lutz / Nugent / St Holmes) - 4:44
11. Spirit of the Wild (Nugent / St Holmes) - 4:22
12. Just Do It Like This (Nugent) - 6:08

## Musiciens du groupe
- Ted Nugent : guitares, chant
- Derek St Holmes : chant
- Michael Lutz : basse, claviers, chœurs
- Denny Carmassi : batterie, percussions

## Musiciens additionnels
- Larry Fretangelo : percussions.
- Benny Rappa : batterie, percussions, chœurs sur Wrong Side of Town, chœurs sur Heart & Soul.
- Gunner Ross : batterie, percussions sur Fred Bear.
- Doug Banker : piano sur Hot or Cold, chœurs sur Spirit of the Wild et Kiss My Ass.

## Charts
| Pays       | Durée du classement | Meilleur classement | Date        |
| ---------- | ------------------- | ------------------- | ----------- |
| États-Unis | 4 semaines          | 86e                 | 20 mai 1995 |